# Gojirasaurus
Gojirasaurus é um género de dinossauro nomeado devido ao Gojira (o nome japonês de Godzilla). Foi descoberto em Revuelto Creek, Condado de Quay, Novo México. O espécime é um esqueleto parcial de um animal jovem, com cerca de 5,5 metros de comprimento, e com um peso de cerca de 150-200 quilogramas. Um adulto teria cerca de 6,5 metros de comprimento. Viveu durante o Triássico, há entre 220 e 209 milhões de anos.